# Tshala Muana
Élizabeth Tshala Muana Muidikay (Lubumbashi, 13 de mayo de 1958–Kinsasa, 10 de diciembre de 2022) fue una cantante y bailarina de Congo-Kinsasa.
Comenzó su carrera como bailarina del grupo Tsheke Tsheke Love en 1977. Con cerca de veintitrés álbumes, se hizo famosa de manera internacional con su canción «Lekela Muadi» del álbum Mutuashi lanzado en 1996, tema producido con el músico Ibrahima Sylla, que en la década de los noventa sonó mucho en Latinoamérica y en países como Colombia y Ecuador. La canción es conocida con el nombre de Cabuya. Su hit más famoso es «Malu», lanzado en 2002. Su última producción fue la canción «Don De Dieu», con la cantante congoleña M'Bilia Bel, lanzada en 2018.

## Familia
Tshala Muana, la segunda de diez hermanos, fue hija de Amadeus Muidikayi, soldado, y Alphonsine Bambiwa Tumba, ama de casa.
En 1964, con apenas seis años, perdió a su padre, asesinado en Watsha por los maquis de Ulelist durante la guerra de Katanga. La crio su madre, quien falleció en 2005. Dijo que perdió a sus dos hijos, una niña y un niño.
Habiendo sido siempre discreta sobre su vida privada, algunos  rumores le atribuían conexiones , en particular con el expresidente Laurent-Désiré Kabila. Estaba desde principios del año 2000 casada con Claude Mashala, político.

## Tshala Muana actriz
En 1989, Tshala Muana actuó en la película Falato, del director maliense Mahamadou Cissé.

## Carrera política
En 1997, de vuelta en el país después de veinte años en París, Tshala Muana se involucra en política, con el apoyo del presidente Laurent-Désiré Kabila. Fundó la asociación REFECO (Regroupement des femmes congolaises).
De 2000 a 2002 se desempeñó como miembro de la ACLPT (Asamblea Constituyente y Legislativa del Parlamento de Transición).
Luego se convirtió en presidenta de la Liga de Mujeres del Partido Popular para la Reconstrucción y la Democracia (PPRD), un partido político creado en 2002 por el presidente Joseph Kabila, un cargo que aún ocupaba.
En 2011 fue derrotada en la legislatura en el distrito electoral de Kananga, la ciudad de su infancia. La elección fue, según ella, manipulada.
Desde su participación política, Tshala Muana fue una cantante exitosa de canciones políticas y patrióticas.
Su apoyo al presidente Joseph Kabila le ganó la enemistad de los opositores. Debido al boicot político a sus conciertos, su última producción teatral en París data de 2010.

## Carrera musical

### Producción musical
A partir de la década de 2000, Tshala Muana fue responsable de producir su propia música y, a partir de 2008, de descubrir a jóvenes talentos, especialmente MJ30, Jos Diena, Lula Tshanda y Boss Bossombo.

### Discografía
- 1984: Mbanda matière
- 1985: Kami, Nasi nabali et M'Pokolo
- 1987: La Divine et Antidote
- 1988: Munanga et Biduaya
- 1989: The best of Tshala Muana
- 1992: Yombo
- 1993: Elako
- 1994: Ntambue
- 1996: Mutuashi
- 1997: Katsha Waya
- 1999: Pika Pendé
- 2002: Malu
- 2003: Dinanga
- 2005: Tshanza
- 2006: Mamu Nationale (2 vol.)
- 2007: Tshikuna Fou
- 2008: Encore et Toujours
- 2009: Sikila
- 2013: Vundula
- 2015: Lunzenze
- 2016: Cour des grands
- 2018: Don De Dieu (feat. Mbilia Bel)